# Acestrorrínquids
Els acestrorrínquids (Acestrorhynchidae) són una família de peixos teleostis d'aigua dolça de l'ordre dels caraciformes.

## Morfologia
- Les diferents espècies varien entre 35 i 400 mm de llargària màxima.[2]
- Escates relativament petites.
- Totes les dents són còniques.[3]

## Distribució geogràfica
Es troba a Sud-amèrica, incloent-hi les conques dels rius Orinoco, São Francisco, Paranà, Paraguai, Riu de La Plata i Amazones.

## Gèneres i espècies
- Acestrorhynchus (Eigenmann & Kennedy, 1903)[4]
  - Acestrorhynchus abbreviatus  (Cope, 1878)
  - Acestrorhynchus altus  (Menezes, 1969)
  - Acestrorhynchus apurensis  (Toledo-Piza & Menezes, 1996)
  - Acestrorhynchus britskii  (Menezes, 1969)
  - Acestrorhynchus falcatus  (Bloch, 1794)
  - Acestrorhynchus falcirostris  (Cuvier, 1819)
  - Acestrorhynchus grandoculis  (Menezes & Géry, 1983)
  - Acestrorhynchus heterolepis  (Cope, 1878)
  - Acestrorhynchus isalineae  (Menezes & Géry, 1983)
  - Acestrorhynchus lacustris  (Lütken, 1875)
  - Acestrorhynchus maculipinna  (Menezes & Géry, 1983)
  - Acestrorhynchus microlepis  (Schomburgk, 1841)
  - Acestrorhynchus minimus  (Menezes, 1969)
  - Acestrorhynchus nasutus  (Eigenmann, 1912)
  - Acestrorhynchus pantaneiro  (Menezes, 1992)[5][6][7][8][9]

## Observacions
Dues de les seues espècies més petites (Acestrorhynchus nasutus i Acestrorhynchus minimus) formen part del comerç de peixos d'aquari.